# Dorfkirche Weesow

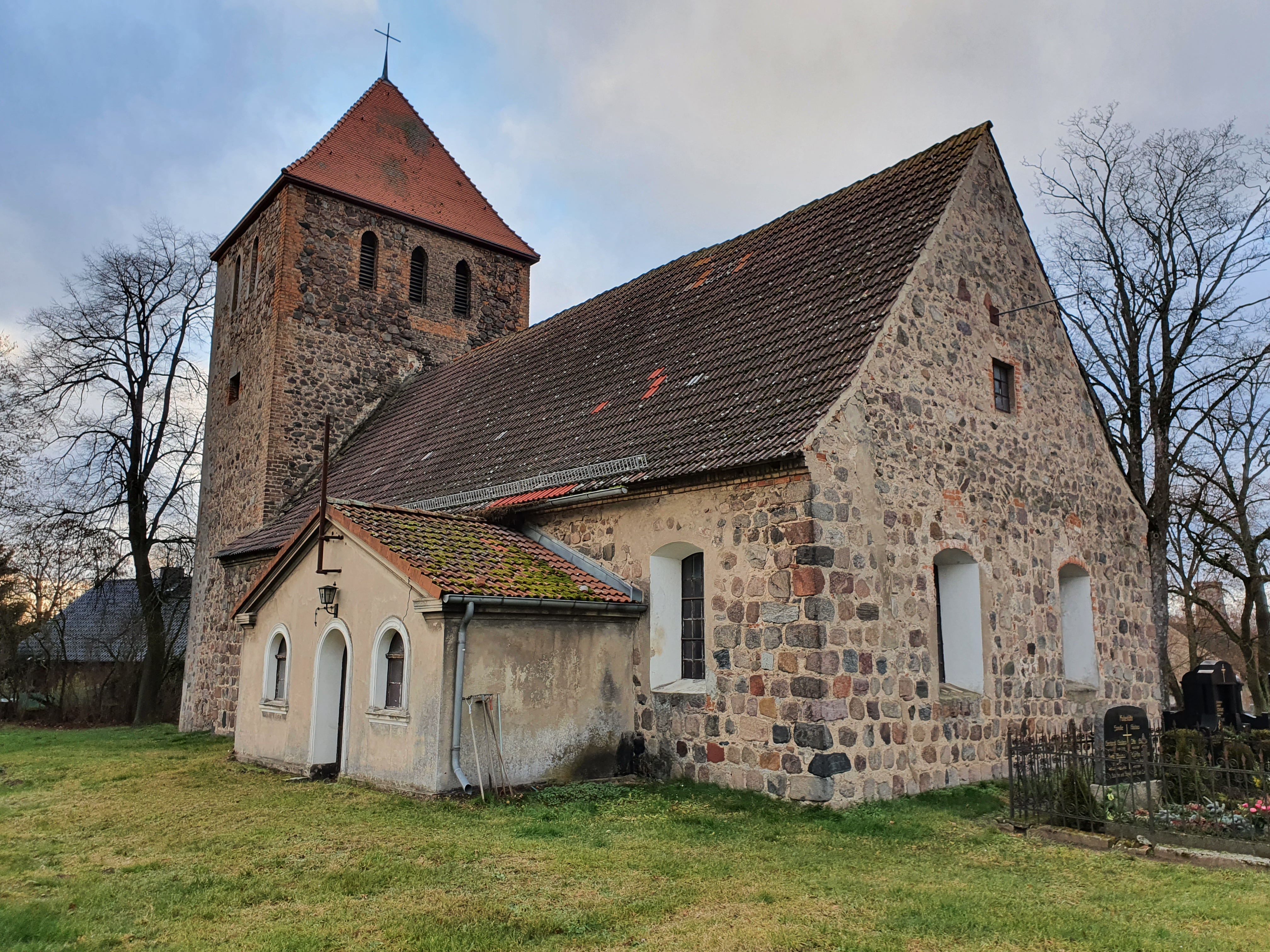
Südostansicht mit Vorhalle

Die Dorfkirche Weesow ist ein romanisches Kirchengebäude im Ortsteil Weesow der Stadt Werneuchen im Landkreis Barnim  des deutschen Bundeslandes Brandenburg. Die Kirchengemeinde gehört zum Pfarrsprengel Werneuchen im Kirchenkreis Barnim der Evangelischen Kirche Berlin-Brandenburg-schlesische Oberlausitz.

## Architektur

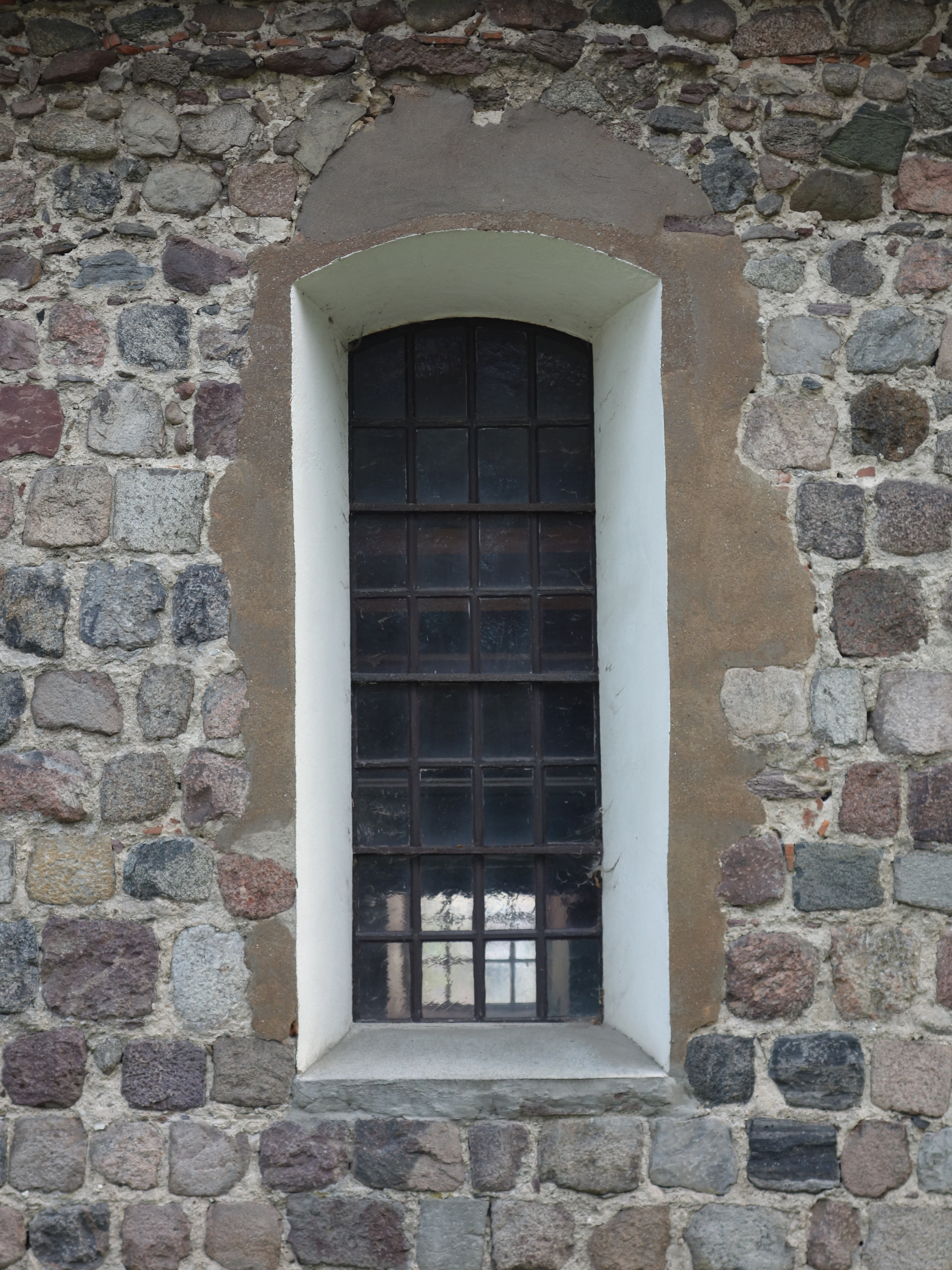
Fenster mit Stichbogenabschluss

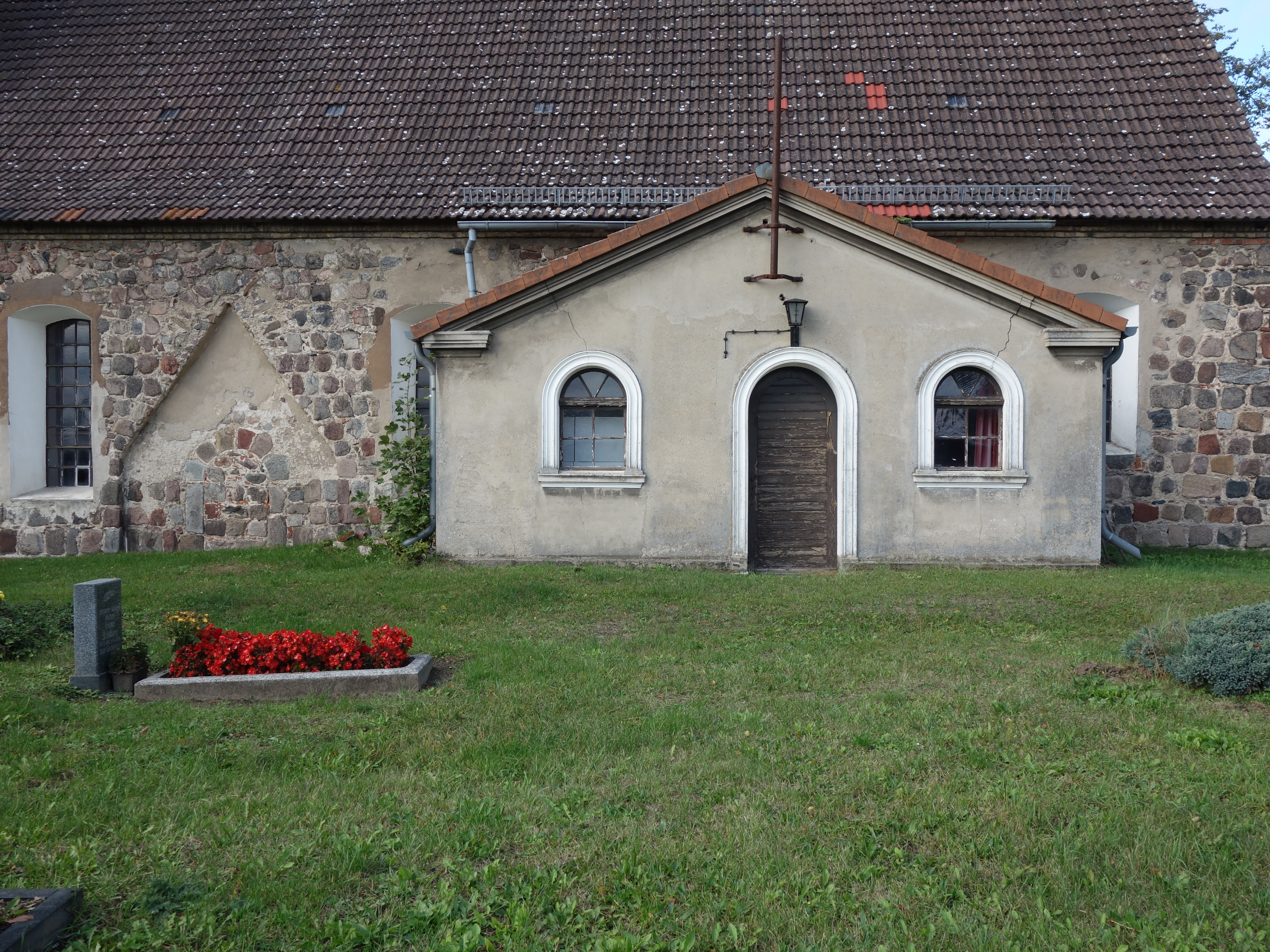
Vermauerte Priesterpforte und Vorhalle des Südeingangs

Das ursprüngliche Gebäude ist ein 20 m langer und 10 m breiter rechteckiger Feldsteinsaal aus der ersten Hälfte des 13. Jahrhunderts. Es hat einen flachen Ostabschluss und trägt ein Spitzdach. Die Kirche hatte im Süden ein vermauertes Rundbogenportal in spitzer Wandblende und Spitzbogenportal.
Mit dem Beginn des 16. Jahrhunderts wurde ein mächtiger, etwas eingezogener Westquerturm aus unbehauenen Feldsteinen mit Kanten und spitzbogigen Schallöffnungen aus Backstein sowie Zeltdach angebaut.
1786 wurden die mittelalterlich schmalen Fenster des Kirchenschiffs erweitert und mit barocken Stichbögen versehen. Das trifft auch auf die beiden Fenster im Osten zu. Sie ersetzten die ursprüngliche Dreifenstergruppe, die im Mittelalter üblich war. Die vermauerten Spitzen der Fenster sind noch über den neuen Fenstern erkennbar.
 
Zu Beginn des 19. Jahrhunderts wurde auf der Südseite die mittelalterliche Pforte vermauert und durch einen neuen Eingang mit Vorhalle ersetzt.

## Innengestaltung
Der Innenraum hat eine Putzdecke. Die zehneckige Sandsteintaufe mit grobem Reliefornament stammt aus dem 15. Jahrhundert. Bei der Renovierung 1786 wurde eine Hufeisenempore auf toskanischen Holzsäulen und Gestühl eingebaut. Der schlichte hölzerne Kanzelaltar mit kannelierten Pilastern hat einen polygonal Kanzelkorb mit sich verjüngenden Eckpilastern und Rundbogenblenden. Die Bilder in den Blenden wurden 1983 eingefügt.